# Ярович, Николай Викторович
Николай Викторович Ярович (25 марта 1968, Мурманск, РСФСР, СССР) — российский хоккеист, защитник. Заслуженный мастер спорта России по хоккею с мячом (1999).
Воспитанник мурманского хоккея.
Главный тренер команды «Водник» (Архангельск) с весны 2018 года.
11 июля 2011 года был назначен на пост главного тренера молодёжного состава клуба «Водник» (Архангельск).
В 2017 году после матча чемпионата России по хоккею с мячом между архангельским «Водником» и иркутской «Байкал-Энергии», в котором все 20 голов были забиты в свои ворота (9-11), старший тренер архангельского «Водника» Николай Ярович был дисквалифицирован на 2 года.
После того как 6 декабря 2017 года Сергей Лихачёв ушёл с поста главного тренера «Водника» по семейным обстоятельствам, исполняющим обязанности главного тренера «Водника» был назначен Николай Ярович. Но, так как согласно Регламенту проведения Всероссийских соревнований по хоккею с мячом, тренер команды суперлиги должен иметь лицензию ФХМР, то поэтому официально исполняющим обязанности главного тренера «Водника» стал Олег Батов.

## Клубы
- «Водник» (1987—2002 (с перерывами), 2004—2005, 2006—2011)
- «Эдсбюн» (1994—1998, 2002—2004)
- «СКА-Нефтяник» (2005—2006)

## Достижения
- Чемпион мира — 1991, 1999, 2001
- Вице-чемпион мира — 1993, 1995, 1997, 2003
- Чемпион мира среди молодёжных команд — 1990
- Бронзовый призёр чемпионата мира среди юношей — 1985
- Чемпион России — 1996, 1997, 1999, 2000, 2002, 2005
- Вице-чемпион России — 2001
- Бронзовый призёр чемпионата России — 1993
- Чемпион РСФСР — 1987
- Обладатель Кубка СНГ — 1992
- Обладатель Кубка России — 1994, 1995, 1996, 2000, 2005
- Финалист Кубка СССР — 1987
- Финалист Кубка России — 1993, 1997, 1999, 2001
- Бронзовый призёр Кубка России — 2002
- Чемпион Швеции — 2004
- Обладатель Кубка мира — 2004
- Обладатель Кубка европейских чемпионов — 2004
- Финалист Кубка европейских чемпионов — 1998, 2000
- Обладатель Чемпионского кубка Эдсбюна — 2004
- Вице-чемпион мира по ринк-бенди — 1996
- Обладатель Кубка мира по ринк-бенди — 1990, 1994
- Включался в список 22 лучших игроков сезона — 1991—1994, 1999—2002.
- Лучший полузащитник 2001 года.
- Вошёл в символическую сборную «Водника» за 75 лет (2000).

## Государственные награды
- Орден Дружбы (1999)

## Статистика выступлений в чемпионатах СССР, СНГ, России
| Сезон     | Клуб                     | И   | М   | П   | О   |
| --------- | ------------------------ | --- | --- | --- | --- |
| 1987/1988 | Водник (Архангельск)     | 26  | 10  | 0   | 10  |
| 1988/1989 | Водник (Архангельск)     | 20  | 2   | 0   | 2   |
| 1989/1990 | Водник (Архангельск)     | 26  | 3   | 0   | 3   |
| 1990/1991 | Водник (Архангельск)     | 26  | 9   | 0   | 9   |
| 1991/1992 | Водник (Архангельск)     | 30  | 16  | 0   | 16  |
| 1992/1993 | Водник (Архангельск)     | 26  | 17  | 0   | 17  |
| 1993/1994 | Водник (Архангельск)     | 26  | 23  | 0   | 23  |
| 1994/1995 | Водник (Архангельск)     | 1   | 2   | 0   | 2   |
| 1995/1996 | Водник (Архангельск)     | 6   | 1   | 0   | 1   |
| 1996/1997 | Водник (Архангельск)     | 5   | 3   | 0   | 3   |
| 1998/1999 | Водник (Архангельск)     | 28  | 9   | 0   | 9   |
| 1999/2000 | Водник (Архангельск)     | 27  | 19  | 19  | 38  |
| 2000/2001 | Водник (Архангельск)     | 24  | 14  | 23  | 37  |
| 2001/2002 | Водник (Архангельск)     | 28  | 9   | 19  | 28  |
| 2004/2005 | Водник (Архангельск)     | 24  | 1   | 8   | 9   |
| 2005/2006 | СКА-Нефтяник (Хабаровск) | 26  | 6   | 14  | 20  |
| 2006/2007 | Водник (Архангельск)     | 26  | 1   | 7   | 8   |
| 2007/2008 | Водник (Архангельск)     | 24  | 3   | 4   | 7   |
| 2008/2009 | Водник (Архангельск)     | 19  | 3   | 19  | 22  |
| 2009/2010 | Водник (Архангельск)     | 31  | 3   | 11  | 14  |
| 2010/2011 | Водник (Архангельск)     | 25  | 1   | 6   | 7   |
| Всего     | 21 чемпионат             | 474 | 155 | 130 | 285 |

## В чемпионатах СССР, СНГ, России забивал мячи в ворота 27 команд
```
 1.Старт            = 16 мячей 12-17.Енисей            =  5
 2-3.Динамо М       = 12       12-17.Вымпел            =  5
 2-3.Родина         = 12       12-17.БСК               =  5
 4-6.Юность О.      =  9       12-17.Агрохим           =  5
 4-6.Байкал-Энергия =  9       18-20.Кузбасс           =  4
 4-6.Строитель С.   =  9       18-20.Динамо-Казань     =  4
 7.СКА-Свердловск   =  8       18-20.Уральский трубник =  4
 8.Локомотив О.     =  7       21-22.Зоркий            =  3
 9-11.Саяны         =  6       21-22.Север             =  3
 9-11.Североникель  =  6       23-24.Динамо А-А        =  2
 9-11.Маяк          =  6       23-24.Лесохимик         =  2
12-17.Волга         =  5       25-27.СКА-Нефтяник      =  1
12-17.Сибсельмаш    =  5       25-27.Мурман            =  1
                               25-27.Металлург Б.      =  1
```

## В чемпионатах СССР, СНГ, России количество мячей в играх
по 1 мячу забивал в 95 играх

по 2 мяча забивал в 14 играх

по 3 мяча забивал в 8 играх

по 4 мяча забивал в 2 играх

Свои 155 мячей забросил в 119 играх, в 355 играх мячей не забивал.